# Stygocyathura munae
Stygocyathura munae är en kräftdjursart som först beskrevs av Lazar Botosaneanu 2003.  Stygocyathura munae ingår i släktet Stygocyathura och familjen Anthuridae. Inga underarter finns listade i Catalogue of Life.